# 三淵忠彦
三淵 忠彦（みぶち ただひこ、1880年〈明治13年〉3月3日 - 1950年〈昭和25年〉7月14日）は、日本の裁判官。初代最高裁判所長官。栄典は正三位・勲二等瑞宝章。
長男に三淵乾太郎（元浦和地方裁判所所長）がいる。

## 経歴・人物
会津藩士・三淵隆衡（家老・萱野長修の実弟）の子として生まれる。大学卒業後、書生を経て東京地方裁判所判事となり、大審院判事、東京控訴院上席部長などを歴任した。裁判官在任中には、弁護士であった片山哲が労働法制定、家庭裁判所の設置などを求めたことに同調し、彼らが創設した中央法律相談所が発行する「中央法律新報」に寄稿するなど、片山との関係を深めている。1923年には法曹会調査部において民事実体法規担当の一人であった。
1925年（大正14年）、45歳で退官し、三井信託株式会社の法律顧問となる。同社は信託業法が1922年（大正11年）に制定されたのを受け1924年（大正13年）に設立され、まだ間もない頃であったため、誤りのない運用を行うための法律の専門家を必要としており、三淵がこれに応えた形であった。いっぽうで三淵の長男である乾太郎は、当時の裁判官の報酬が低く、これによる経済的事情が理由だったのではないかと後年推測している。
戦後、新憲法が制定され、最高裁判所が設立されることになったが、三淵は当初最高裁判事の候補者にも挙げられていなかった。しかし片山内閣が成立したことにより司法大臣となった福島出身の鈴木義男が片山哲に三淵を推挙し、前述のとおり弁護士であり旧知の片山もこれに同意した。これに加え、GHQの指示によって当時の裁判所法に規定されていた裁判官任命諮問委員会の委員には、三淵の大審院時代の同僚や参議院議長の松平恒雄がおり、三淵を推した。松平の父で元会津藩主の松平容保と、藩主を庇って切腹した家老の弟であった三淵の父隆衡は、戊辰戦争に敗戦したのち厳しい道を共にしていた。
三淵は1947年（昭和22年）、中央公職適否審査委員会の審査を受けていたあいだ、7月22日、7月28日と裁判官任命諮問委員会の選考する最高裁判所裁判官候補者に入り、8月4日には片山内閣に選任され初代最高裁判所長官に就任し、次いで8月7日、公職就職禁止に非該当という結果が公表された。67歳5か月での最高裁判所裁判官就任は、2022年11月時点においても最高齢での就任記録である。
長官就任にあたり、「裁判官は世間知らずであってはならず、政治に巻き込まれてはならないが、政治の動向に無関心であってはならない。国民のためによき裁判所を作るため、どうすればいいか他の14裁判官と相談、勉強していきたい」と感想を述べた。就任にあたって司法大臣鈴木義男に対し、明鏡止水の心境で従事すべき裁判官を俗的な人事行政にあたらせるべきではないとして、従来の司法大臣に相当する事務総長を置くことを提言し、これが取り入れられている。戦災で大部分が崩壊した旧大審院の代わりとして皇居内になった旧枢密院庁舎で初めての最高裁判所裁判官会議が開かれ、長官を中心とした席の順序、六法全書や筆記用具等を公費で購入することなどが決議された。旧枢密院庁舎では裁判ができないという話になり、最高裁の仕事場所として霞ヶ関の東京地方裁判所庁舎内庁舎の2フロアを間借りすることになったが、開いている判事室は3つしかなく、一部屋に5人の最高裁裁判官が入って職務を行っていた。
戦時中に米軍の空襲で渋谷の家が焼かれており、最高裁長官公邸ができるまでの数ケ月間は小田原市から電車で最高裁に出勤した。
1948年（昭和23年）3月、GHQに対して、裁判官の地位が検察官を含む他の公務員と同視されないよう裁判官を「相当の報酬」とし、かつ他の公務員とは別個に決定されるよう望む旨の書簡を送り、裁判官の報酬等に関する法律制定のきっかけの一つを作っている。一方同年2月、平野事件についてGHQからの「GHQの指令に基づく処分は日本の裁判所による判断の対象外である」という申し入れを受け入れ、東京地方裁判所が下した公職追放の差し止め仮処分を取り消す決定を行っている。
1949年1月23日の最高裁判所裁判官国民審査（初めて実施された最高裁裁判官国民審査）において、罷免を可とする票1,677,616票、罷免を可とする率5.55%で信任。同時に審査された14裁判官のうち罷免を可とする票の数が最多であった。
1948年10月に内臓腫瘍で倒れて8ケ月登庁不能となり、長官が務めるべき大法廷の裁判長も他の裁判官に代行させており、国会でも長期欠勤が問題視された。1949年4月20日に最高裁裁判官会議で「三淵長官の病状は経過順調で遠からず出勤できる状況にあり、法で規定された罷免の理由にならない」と議決され、5月30日には登庁を再開したが、1950年2月に裁判所内で再び倒れた。
同年2月27日、天皇と皇后から御尋として果物を賜った。同年3月2日、裁判所法の規定に基づく満70歳の定年は病床で迎えた。その4ケ月後に死去した。
最初の妻・久子とは死別しており、後妻は静。キリスト教徒であり、退官翌日に忠彦が洗礼を受けたのは、静の影響とされる。長男の三淵乾太郎は死刑制度に否定的な立場で、横浜地方裁判所小田原支部時代の1950年（昭和25年）1月12日に小田原一家5人殺害事件（1949年9月に発生）の被告人（事件当時19歳）に死刑判決を言い渡したが、後にその被告人が控訴取り下げを望んでいることを知り、拘置所を訪れて「人の親として忍びない」と控訴するよう説得し、被告人を翻意させた。
1950年（昭和25年）3月の退官にあたり、昭和天皇から御紋付黒塗小筥を賜った。同年7月14日死去。天皇、皇后、皇太后から祭粢料と花を賜った。
趣味は読書であり、漢籍を好み、特に『資治通鑑』を愛読した。その他、浄瑠璃、能、劇、絵画の鑑賞も趣味としていた。

## 略歴
- 1880年（明治13年）3月3日 - 岡山に生まれる。
- 荘内中学、二高を経て、東京帝国大学法科大学入学。両親と弟を失い、学業を中断。
- 京都帝国大学法科大学に入学。
- 1905年（明治38年） - 京都帝国大学を25歳で卒業。東京に戻り、石渡敏一の書生となり、その後司法官試補となる。
- 1907年（明治40年） - 東京地方裁判所判事となる。小泉久子と結婚。
- 1908年（明治41年） - 長野地方裁判所の裁判官当時、木こりが生きるために皇室の御料林の盗伐をして懲役刑に処せられることに悩む。
- 1912年（明治45年）2月 - 東京地方裁判所部長。
- 1922年（大正11年）12月 - 白鳥静と再婚。
- 1923年（大正12年）4月 - 大審院判事となる。
- 1924年（大正13年）12月 - 東京控訴院上席部長となる。
- 1925年（大正14年）6月 - 45歳で退官。三井信託株式会社に入社し、法律顧問に就任。慶應義塾大学講師を兼ねる。
- 1940年（昭和15年）3月 - 三井信託を辞職。
- 1942年（昭和17年） - 慶應義塾大学講師を辞職。
- 1947年（昭和22年）8月4日 - 初代最高裁判所長官就任。
- 1950年（昭和25年）3月2日 - 定年退官。
- 1950年（昭和25年）3月3日 - 上智大学学長のホイヴェルス神父の洗礼を受け、カトリックに入信。
- 1950年（昭和25年）7月14日 - 回盲部腫瘍のため死去。墓所は小田原市霊寿院。
- 1950年（昭和25年）7月15日 - 故従四位三淵忠彦 特旨を以て位三級追陞。

## 関与した最高裁判決
1948年（昭和23年）12月27日大法廷判決
刑事被告人が有罪の言渡を受けた場合において、証人尋問に関する費用を被告人の負担とすることは憲法に反しない（全員一致、裁判長）。

## 最高裁判所長官在任中の出来事
- 山口良忠判事餓死事件
- 最高裁判所誤判事件
- 平野事件
- 浦和事件

## その他
- 最高裁判所裁判官に任命されたのは67歳5ケ月で歴代最高齢である。最高裁判所裁判官国民審査は最高裁裁判官に就任後の衆議院議員総選挙と同時に行われるが、就任時の衆議院議員任期満了日が1951年4月24日の一方で定年退官予定日は1950年3月2日と1年1ケ月も前であり、国民審査に付される前に定年退官する可能性があった[17]。実際には定年退官の2年2ケ月前の1949年1月23日に第24回衆議院議員総選挙が実施されたことにより、定年退官前に国民審査に付された。

## 著書
- 『民法概説』慶應義塾出版局、1924年。
- 『民法概論』慶應義塾出版局、1924年。
- 『信託法通釈』大岡山書店、1926年。
- 『日常生活と民法』開発社、1926年。
  - 『日常生活と民法』法曹会、1930年。
  - 『日常生活と民法』（補修版）関根小郷・和田嘉子共補修、法曹会、1950年。
- 『日本民法新講-総則編・物権編』梓書房、1929年。
- 『信託法大意』梓書房、1929年。
- 『世間と人間』朝日新聞社、1950年。 - 唯一出された随筆集であり、これに掲載されたもののうち「ろくを裁く」は、柳田國男が監修した1955年度東京書籍の高校1年生向け国語教科書に採用された。そのほか、同じくこれに掲載された「鹿を犬にした話」が1957年績文堂出版の高校3年生向け国語教科書に、「規律を守る心」が1952年池田書店の中学3年生向け国語教科書にそれぞれ採用されている。

## 家族
- 祖父・萱野長裕 ‐ 会津藩家老。萱野家は侍大将を務める家柄で、家禄1500石。
- 伯父・萱野長修 ‐ 会津藩家老。戊辰戦争敗退の責任をとって切腹。二男は郡長正、四男の郡寛四郎は日本人初の欧州航路船長で、14歳から石渡敏一に養われ、敏一の妹・登美と結婚、登美の甥（姉の子）郡虎彦を養子とした[18]。
- 父・三淵隆衡（1835-1900） - 会津藩士。長修の弟。旧名・安之助。家名が断絶させられたため三淵家を名乗る[19]。明治維新後は官吏となり、牛込区長などを務めた[20]。
- 母・登喜（-1902） - 佐野貞次郎の長女[18]。
- 姉・御野子（1877-） - 堀維孝の妻[21]
- 前妻・久子（-1922） - 宮城控訴院判事・小泉忠武の長女[18]。3男1女を生む。弟に動物学者の小泉丹、作家の小泉鉄がいる[22]。1922年、心臓病で死去[18]。
- 後妻・静（1891-） ‐ 北海道、白鳥尭助の妹。鎌倉女学校卒。兄の白鳥尭助は日本銀行員時代に日露戦争に召集、陸軍中尉として満州に出征後、1913年ブラジルに渡り、伯剌西爾拓植株式会社本店事務長、1930年より海外興業会社のサンパウロ支店長。[23][24]
- 長男・三淵乾太郎（1906-1985） ‐ 裁判官。東京帝国大学法学部卒業。甲府地方裁判所所長、浦和地方裁判所所長などを務めた。前妻・祥子（茨城・生沼豊彦の娘）との間に一男三女を儲けたが、1955年に妻と死別し、後妻として三淵嘉子を迎えた。[25]
- 二男・萱野章次郎（1908-1979）‐ 千代田生命保険社長（1974-1978）。福島の萱野家を継ぎ、再興。慶應義塾大学経済学部卒業。
- 三男・三淵震三郎（1911-1989）‐ 大東京火災海上保険常務。早稲田大学法学部卒業。岳父に同社創業者で社長・会長の反町茂作。[25][26]
- 長女・多摩（1914-） ‐ 東京火災保険社員、日本開発銀行監事・石渡慎五郎の妻。慎五郎の父・石渡敏一は忠彦の従兄・郡寛四郎の妻の兄であり、忠彦は京大卒業後東京の石渡家に寄宿し、慎五郎の兄の石渡荘太郎と同室で暮らしていた。[25][18]
- 四男・三淵粲四郎（1923-） ‐後妻・静の子。戦時中に病死[18]